# Bolesław Czarkowski
Bolesław Czarkowski, ps. Hipolit, Leon, Maksym, Lech Skarżyński (ur. 17 czerwca 1873 w Leniewie, zm. ?) – polski działacz socjalistyczny i niepodległościowy.

## Życiorys

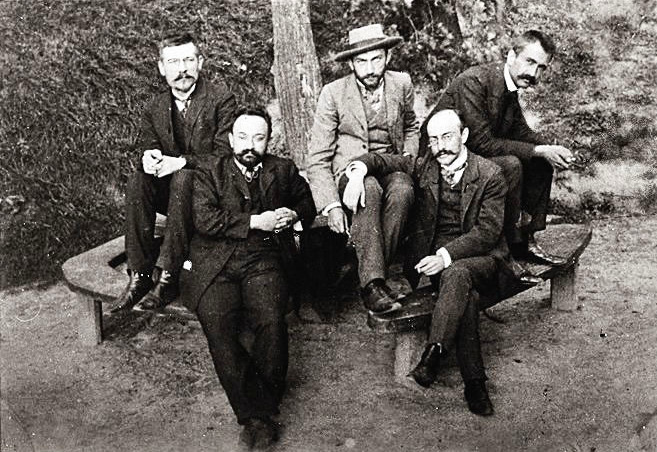
Działacze Polskiej Partii Socjalistycznej w 1904 roku: Bolesław Czarkowski, Aleksander Sulkiewicz, Bolesław Jędrzejowski, Józef Kwiatek, Walery Sławek

### W Polskiej Partii Socjalistycznej
Syn Hipolita i Salomei ze Stadnickich. Ukończył 3 klasy szkoły miejskiej, po czym opracował jako murarz. Od początku lat 90. XIX pracował jako robotnik w Warszawie i działał w Związku Robotników Polskich. Był m.in. w 1891 współorganizatorem strajku w fabryce maszyn drukarskich Fajansa. Od marca 1893 działacz Polskiej Partii Socjalistycznej. W wyniku denucjacji został aresztowany i osadzony w X Pawilonie Cytadeli Warszawskiej, a następnie w więzieniu śledczym na Pawiaku. Skazany w połowie 1895 na 5 lat zesłania na Syberię Wschodnią. Na zesłaniu przebywał początkowo w Tomsku, następnie w Irkucku wreszcie we wsi Małyszówka, w okręgu Błagańskim gub. irkuckiej, Wyrok skrócono mu o rok w wyniku amnestii spowodowanej koronacją Mikołaja II. Po zwolnieniu z zesłania, zabroniono mu przebywania na terenie Rosji europejskiej stąd w 1899 wyjechał do Baku, gdzie pracował jako kontroler przy magazynowaniu ropy naftowej w firmie ,,R. Rylski”.
W 1900 r. powrócił samowolnie do kraju i podjął działalność w PPS. Po krótkim pobycie w Londynie i Zagłębiu Dąbrowskim wrócił do Warszawy, gdzie odbudował warszawską organizację PPS po fali aresztowań z lat 1899–1900. Po aresztowaniu w 1900 Józefa Piłsudskiego i Aleksandra Malinowskiego stał się faktycznie przywódcą organizacji krajowej. W kierownictwie partii należał do zwolenników „starych” – w 1900 r. przygotował dla Komitetu Zagranicznego PPS tzw. Memoriał Leona, w którym opowiedział się za uwzględnieniem w programie partii hasła niepodległości Polski; był także zwolennikiem poglądu o niezdolności rosyjskich robotników i chłopów do obalenia caratu w drodze rewolucji. Od 1902 był członkiem Centralnego Komitetu Robotniczego PPS i kierował okręgiem piotrkowskim. Przeprowadził w lipcu 1902 reorganizację partii w Łodzi. W latach 1903–1904 członek Komisji Wykonawczej CKR PPS. W latach 1904–1905 członek Wydziału Spiskowo-Bojowego PPS, m.in. wraz z Walerym Sławkiem projektował w 1905 zamach na policmajstra warszawskiego. Zagrożony aresztowaniem zbiegł do Lwowa i włączył się do pracy w miejscowej sekcji PPS, m.in. stworzył we Lwowie biuro paszportowe dla zbiegłych z Królestwa działaczy oraz magazyn literatury partyjnej. 
Po rozłamie w Polskiej Partii Socjalistycznej – działacz PPS Frakcji Rewolucyjnej. W latach 1907–1910 przebywał w Stanach Zjednoczonych Ameryki, gdzie prowadził działalność polityczną wśród emigracji polskiej. Po powrocie do Galicji działał ponownie w PPS-Frakcji, a od 1912 do 1916 był członkiem CKR tej partii. Działał także w Komisji Skonfederowanych Stronnictw Niepodległościowych. Należał do grona najbliższych współpracowników Józefa Piłsudskiego spośród działaczy PPS.

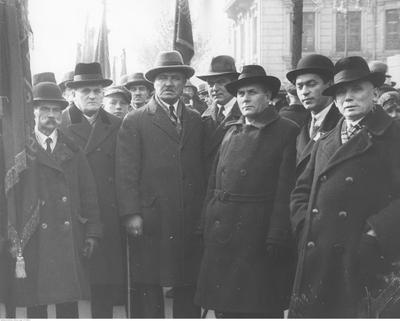
Pochód zorganizowany przez Polską Partię Socjalistyczną – dawną Frakcję Rewolucyjną dla oddania hołdu straconym na stokach Cytadeli w Warszawie – 1 listopada 1931 r. Widoczni m.in. Morawski, Morgański, Czarkowski, Fidziński.

### Podczas I wojny światowej
Po wybuchu I wojny światowej przebywał początkowo w Wilnie. Następnie wraz z Jadwigą Klempińską odbudował warszawską organizację PPS-Frakcji. Współpracował wówczas z „Jednością Robotniczą” i brał udział w pracach Unii Stronnictw Niepodległościowych. Z ramienia PPS był członkiem władz USN. Od sierpnia 1915 reprezentował PPS w Komitecie Naczelnym Zjednoczonych Stronnictw Niepodległościowych. Członek Centralnego Komitetu Narodowego od lutego 1916 do maja 1917. Był sygnatariuszem Deklaracji Stu (22 lutego 1916). Pod koniec grudnia 1916 odsunął się od pracy w PPS. Od marca 1917 działacz Stronnictwa Niezawisłości Narodowej. W Tymczasowej Radzie Stanu był członkiem od marca do czerwca 1917 Rady Departamentu Pracy. Po Likwidacji CKN wycofał się z aktywnego życia politycznego. Pracował wówczas jako kierownik biura Komisji Uprawy Gruntów Podmiejskich m. Warszawy.

### W niepodległej Polsce
W grudniu 1918 powołany przez rząd Jędrzeja Moraczewskiego na pełnomocnika rządu ds. akcji pomocy bezrobotnym. Od 1919 był kierownikiem Wydziału Pracy Więźniów w Ministerstwie Pracy i Opieki Społecznej, a następnie naczelnikiem takiegoż wydziału w Ministerstwie Sprawiedliwości. Przeprowadził reformę w zakresie pracy więźniów, zapewniającą im zdobycie kwalifikacji zawodowych a przez to możliwość resocjalizacji. Jego reformy oraz podręcznik Organizacja pomocy więźniom (1925) spotkały się z zainteresowaniem na IX Międzynarodowym Kongresie Penitencjarnym w Londynie (1925). Po przewrocie majowym zwolennik Józefa Piłsudskiego i sanacji, W 1927 uczestniczył w Komitecie Wyborczym Inteligencji Pracującej i podpisał odezwę w sprawie wyborów do Rady Miejskiej w Warszawie. Wznowił także działalność w Polskiej Partii Socjalistycznej a następnie wraz z Rajmundem Jaworowskim przeszedł do utworzonej przez niego PPS dawnej Frakcji Rewolucyjnej. W  1928 członek Centralnej Rady Organizacyjnej. Był także w latach 1931–1937 prezesem Stowarzyszenia byłych Więźniów Politycznych PPS d. Frakcji Rewolucyjnej.

## Ordery i odznaczenia
- Krzyż Komandorski Orderu Odrodzenia Polski (1931)
- Krzyż Niepodległości (19 grudnia 1930)[6]
- Złoty Krzyż Zasługi (23 stycznia 1926)[7]